# Thayer, Kansas
Thayer är en ort i Neosho County i Kansas. Vid 2010 års folkräkning hade Thayer 497 invånare.